# Sonchella
 Sonchella  Sennikov, 2007 è un genere di piante angiosperme dicotiledoni della famiglia delle Asteraceae.

## Etimologia
Il nome scientifico del genere è stato definito dal botanico Alexander Nikolaevitsch Sennikov (1972-) nella pubblicazione " Botanicheskii Zhurnal. Moscow & Leningrad [St. Petersburg]" ( Bot. Zhurn. (Moscow & Leningrad) 92(11): 1753) del 2007.

## Descrizione
Habitus. Le specie di questo gruppo sono piante perenni non molto alte con abbondante latice amaro.
Fusto. Gli scapi fiorali sono eretti; possono originare direttamente dal rizoma. In alcuni casi i fusti sono ramificati e frondosi. Le radici in genere sono di tipo fittonante.
Foglie. Le foglie formano delle rosette radicali con lamine in genere indivise. Le foglie lungo il caule sono disposte in modo alterno e spesso sono abbraccianti il caule stesso. La forma è strettamente lanceolata.
Infiorescenza. L'infiorescenza (a racemi o panicoli) è composta da uno o più capolini terminali e solitari. I capolini, solamente di tipo ligulifloro, sono formati da un involucro composto da diverse brattee (o squame) all'interno delle quali un ricettacolo fa da base ai fiori ligulati. L'involucro ha una forma cilindrica ed è formato da due serie di brattee. Solitamente le due serie di brattee non sono uguali: la serie interna è eretta, con forme lineari-lanceolate e margini scariosi, mentre quella esterna è embricata e più lunga. Il ricettacolo è piano e nudo (senza pagliette a protezione della base dei fiori).
Fiori. I fiori, (una decina per capolino) tutti ligulati, sono tetra-ciclici (ossia sono presenti 4 verticilli: calice – corolla – androceo – gineceo) e pentameri (ogni verticillo ha in genere 5 elementi). I fiori sono ermafroditi, fertili e zigomorfi.
- Formula fiorale:

*/x K {\displaystyle \infty }, [C (5), A (5)], G 2 (infero), achenio
- Calice: i sepali del calice sono ridotti ad una coroncina di squame.
- Corolla: le corolle sono formate da una ligula terminante con 5 denti; il colore in genere è giallo; la superficie può essere sia pubescente che glabra.
- Androceo: gli stami sono 5 con filamenti liberi e distinti, mentre le antere sono saldate in un manicotto (o tubo) circondante lo stilo.[11] Le antere alla base sono prive di codette. Il polline è tricolporato.[12]
- Gineceo: lo stilo è filiforme. Gli stigmi dello stilo sono due divergenti e ricurvi con la superficie stigmatica posizionata internamente (vicino alla base).[13] L'ovario è infero uniloculare formato da 2 carpelli.

Frutti. I frutti sono degli acheni con pappo. Gli acheni, costati (5 nervature principali alternate a 1 - 2 secondarie sottili), sono glabri ed hanno delle forme da cilindriche a fusiformi e subcompresse; l'apice è troncato. Il pappo è setoloso (setole scabre/barbate), colorato di bianco e caduco.

## Biologia
- Impollinazione: l'impollinazione avviene tramite insetti (impollinazione entomogama tramite farfalle diurne e notturne).
- Riproduzione: la fecondazione avviene fondamentalmente tramite l'impollinazione dei fiori (vedi sopra).
- Dispersione: i semi (gli acheni) cadendo a terra sono successivamente dispersi soprattutto da insetti tipo formiche (disseminazione mirmecoria). In questo tipo di piante avviene anche un altro tipo di dispersione: zoocoria. Infatti gli uncini delle brattee dell'involucro si agganciano ai peli degli animali di passaggio disperdendo così anche su lunghe distanze i semi della pianta.

## Distribuzione e habitat
La distribuzione delle specie di questo genere è relativa all'Asia Centrale (Cina, Mongolia e Siberia). Gli habitat sono più o meno salini.

## Tassonomia
La famiglia di appartenenza di questa voce (Asteraceae o Compositae, nomen conservandum) probabilmente originaria del Sud America, è la più numerosa del mondo vegetale, comprende oltre 23.000 specie distribuite su 1.535 generi, oppure 22.750 specie e 1.530 generi secondo altre fonti (una delle checklist più aggiornata elenca fino a 1.679 generi). La famiglia attualmente (2021) è divisa in 16 sottofamiglie.

### Filogenesi
Il genere di questa voce appartiene alla sottotribù Crepidinae della tribù Cichorieae (unica tribù della sottofamiglia Cichorioideae). In base ai dati filogenetici la sottofamiglia Cichorioideae è il terz'ultimo gruppo che si è separato dal nucleo delle Asteraceae (gli ultimi due sono Corymbioideae e Asteroideae). La sottotribù Crepidinae fa parte del "quarto" clade della tribù; in questo clade è in posizione "centrale" vicina alle sottotribù Chondrillinae e Hypochaeridinae.
I caratteri più distintivi per questa sottotribù (e quindi per i suoi generi) sono:
- in queste piante non sono presenti i peli piccoli, morbidi e ramificati;
- le brattee involucrali sono disposte in due serie ineguali;
- i capolini contengono molti fiori;
- le setole del pappo non sono fragili;
- gli acheni alla base sono poco compressi.

La sottotribù è divisa in due gruppi principali uno a predominanza asiatica e l'altro di origine mediterranea/euroasiatica. Da un punto di vista filogenetico, all'interno della sottotribù, sono stati individuati 5 subcladi. Il genere di questa voce appartiene al subclade denominato " Dubyaea-Nabalus-Soroseris-Syncalathium  clade". Questo subclade, nell'ambito della sottotribù, occupa il "core" della sottotribù ed è inserito in una politomia formata dai subcladi Ixeris-Ixeridium-Taraxacum e Garhadiolus-Heteracia. Il clade, che comprende nove generi: Dubyaea, Hololeion, Nabalus, Syncalathium, Sinoseris, Sonchella, Soroseris, Mojiangia e Spiroseris è fondamentalmente asiatico.
Il genere Sonchella è confermato nel clade  Dubyaea-Nabalus-Soroseris-Syncalathium da analisi filogenetiche molecolari che lo indicano (ancora in via provvisoria) in una posizione "basale". [La precedente configurazione filogenetica è basata sull'analisi di alcune particolari regioni (nrITS) del DNA; analisi su altre regioni (DNA del plastidio) possono dare dei risultati lievemente diversi.]
I caratteri distintivi per le specie del genere di questa voce sono:
- l'habitat di queste piante è salino;
- le foglie sono indivise;
- le coste degli acheni sono 5 (più 1 - 2 secondarie).

Il numero cromosomico della specie è: 2n = 16.

### Elenco delle specie
Questo genere ha 2 specie:
- Sonchella dentata (Ledeb.) Sennikov
- Sonchella stenoma  (Turcz. ex DC.) Sennikov